# Piotr Nathan
Piotr Nathan (* 27. April 1956 in Gdańsk) ist ein aus Polen stammender deutscher bildender Künstler.

## Leben
Piotr Nathan, eigentlich Piotr Nathan Sobieralski, wurde am 27. April 1956 in Gdańsk (Danzig) geboren. Er wuchs dort und in Chełmża (Kulmsee) auf. Von 1971 bis 1976 besuchte er das Gymnasium für Bildende Künste (Liceum Sztuk Plastycznych) in Gdynia (Gdingen). 1977 wurde er an der Kunsthochschule in Gdańsk (Danzig) aufgenommen. Er besuchte dort die Grundklasse. 1980 übersiedelte er nach Hamburg, um dort sein 1978 angefangenes Studium an der Hochschule der bildenden Künste fortzusetzen. Zur Zeit seines Studiums wurde seine künstlerische Entwicklung durch das Studium bei Sigmar Polke und Karl-Ernst Hermann, aber auch durch die Mitgründung und die Arbeit in der Künstlergruppe „Stille Helden e. V.“ geprägt. Nach der Beendigung des Studiums 1986 zog er nach Berlin, wo er bis heute lebt und arbeitet. Seit 2006 ist er als Professor für die Klasse mit dem Schwerpunkt der klassischen und experimentellen Zeichnung und Druckgrafik an der Muthesius Kunsthochschule in Kiel tätig. Er „hat seine Ostsee wieder“ (Claus Böhmler).

## Ausstellungen
Einzelausstellungen:
1983
- Künstlerhaus Hamburg, Hamburg.

1985
- Wohnung Lange Reihe 91, Hamburg: Eine Einrichtung für die Kunst
- Weltbekannt e.V., Hamburg: Fragen an Geschichten

1987
- Interim Art, London: A house abandoned in haste
- Galerie Dörrie * Priess, Hamburg
- Gelbe Musik, Berlin: Snowflakes
- Kunstverein Hamburg, Hamburg: Ein sehr langes und unglaublich langweiliges Stück

1989
- Galerie Isabella Kacprzak, Köln
- Cornerhaus, Manchester: This is an american home run japanese style…

1990
- Galerie Dörrie * Priess, Hamburg: Für einen Freund
- Galerie Ryszard Varisella, Frankfurt

1991
- Brutto Gusto, Rotterdam: Höher mußt Du schießen, nicht auf die Beine – der Spaziergängerduft eines Insektenforschers
- Galerie Dziekanka, Warschau
- Hotel-Pension Nürnberger Eck, Berlin

1992
- Kunst-Werke, Berlin
- Galerie De Lege Ruimte, Brugge: Die Reihenfolge der Titel kann beliebig geändert werden: abgestürzt, verschollen, unbeendet, vergessen, unbekannt, abgebrannt, zerbombt, zerfetzt, gesprungen, versunken

1993
- Whitechapel Art Gallery, London

1994
- GAK – Gesellschaft für Aktuelle Kunst e.V., Bremen: Ausschnitte-Cuttings

1995
- Galerie Sabine Schmidt, Köln: Erd- und Himmelsstudien
- Albrecht Dürer Gesellschaft / Nürnberger Kunstverein, Nürnberg: In Search for a Store House – Auf der Suche nach einem Lagerraum

1996
- Contemporary Fine Arts, Berlin: Stack of Diaries
- Blumenladen Brutto Gusto, Rotterdam: Calendar Pages
- Wolfgang Wittrock Kunsthandel, Düsseldorf: Old Palettes and New Paintings

1997
- Galerie Dörrie * Priess, Hamburg: The Thief of the Melancholy
- Hamburger Kunsthalle: Der verfluchte Garten (permanente Installation)
- Galerie Sabine Schmidt, Köln: Der Blick von meinem Bett aus

1999
- Galerie Wohnmaschine, Berlin: Das saubere Ende vom Schmutz der Leidenschaft
- Geschichtswissenschaftliche Institute der Ludwig-Maximilians-Universität, München: Büchse der Pandora und Ein Buch aufhängen (permanente Installation)

2001
- Haus der Kunst, München: Der, der die Sterne zählt

2002
- NGBK – Neue Gesellschaft für Bildende Kunst, Berlin: Partnerschaften Teil III: Matt. Ranger und Piotr Nathan
- Nationalgalerie im Hamburger Bahnhof, Museum für Gegenwart, Berlin: Ein brennender Baum der unerfüllten Wünsche

2003
- Hamburger Kunsthalle, Hamburg: Die Weberei der Düfte, Teil I
- Galerie Sabine Schmidt, Köln

2004
- Berghain, Berlin: Die Rituale des Verschwindens (permanente Installation; 2017 wegen Umbauarbeiten entfernt)

2005
- Morris & Helen Belkin Art Gallery, Vancouver: How far do you dare to go?

2006
- magnus müller, Berlin: Piotr Nathan – new and old works

2009
- magnus müller, Berlin: Die Berichte aus dem Labor der Zeitreisemaschine

2011
- Laura Mars Grp., Berlin: Heute nur das Licht gemalt

2012
- Gerisch Stiftung, Neumünster: Träume und Albträume

Gruppenausstellungen:
1982
- Kampnagel, Hamburg: Erinnerung

1983
- Kampnagel, Hamburg: Liebe / Stille Helden und Gäste

1984
- Hamburger Kunsthalle: Wechselstrom

1985
- Mobile Container-Burg Ansiedlung, Köln: Poetische Einwendung

1986
- Gelbe Musik, Berlin: Künstlerschallplatten
- Riverside Studios, London: Antidotes to Madness

1987
- Kunsthaus Hamburg, Hamburg: Stille Helden + Gäste
- Auto-Galerie, Berlin: Mißbrauchte Fotografie

1988
- Emily Harvey Gallery, New York: Extended Play
- Städtische Kunsthalle Recklinghausen: Magie des Buches
- Galerie Dörrie * Priess, Hamburg: Unknown Work
- Galerie Riis, Oslo
- Kunsthaus Hamburg: Stipendiaten 1987
- Castello di Rivara (Italien): Palestra

1989
- daadgalerie, Berlin
- 8. Biennale Sydney – Le Magasin
- Grenoble: Broken Music
- Galerie ’t Venster, Rotterdam: Maak uw correspondenten niet wakker! Evitez de réveiller vos correspondants! Think twice, someone might be sleeping!

1990
- Musée d’Art Contemporain de Montréal
- Museet for Samtidskunst, Roskilde

1991
- Russisch-Ethnographisches Museum, St. Petersburg
- Expo Henk, Rotterdam: Present days
- Galerie Dörrie * Priess, Hamburg
- Mars Artspace, Phoenix, Arizona: Dobles sentidos – double meanings

1992
- Musée d’Art Moderne de la Ville de Paris: Qui, Quoi, Où?
- Schloß Wilhelmsthal, Kassel
- Galerie Dörrie * Priess, Hamburg: Tiere
- Galerie Wanda Reiff, Amsterdam: The last rose of summer
- Wewerka & Weiss Galerie, Berlin

1993
- Wolfgang Wittrock Kunsthandel, Düsseldorf
- Kunstraum Elbschloß, Hamburg: Love again
- Künstlerhaus Bethanien, Berlin: mal was anderes, The selection of the selected, The friends' meeting
- Brutto Gusto, Rotterdam: deGEDEKTEtafel

1994
- Offenes Kulturhaus, Linz: Andere Körper-Different Bodies
- Künstlerhaus Bethanien, Berlin
- Kunstverein Hamburg: Dagegen-Dabei
- Altes Rathaus / Kulturhaus, Potsdam: AIDS-Welten / Lebens-Welten

1995
- Washington Project for the Arts, Washington, D. C. – ICA-Institute of Contemporary Art, Boston: Burnt Whole
- Hotel-Pension Nürnberger Eck, Berlin: Bettenausstellung
- NGBK – Neue Gesellschaft für Bildende Kunst, Berlin: GeWALT / Geschäfte
- Contemporary Fine Arts, Berlin: A Bonnie Situation – Truth and Fiction

1996
- Galerie im Körnerpark, Berlin: Der Fleck in Geschichte und Gegenwart
- Vitriinimuseo, Helsinki: Vitrinii

1997
- Atatürk-Kulturzentrum / Dolmabahçe-Palast, Istanbul: In medias res – Fotografie und andere Medienkunst aus Berlin
- Akademie der Künste, Berlin: Positionen schwuler Kunst
- GAK-Gesellschaft für Aktuelle Kunst e.V., Bremen: Die Arbeit des Zeichnens

1998
- Centre d’Art Contemporain, Genf: Aids Welten: Zwischen Resignation und Hoffnung
- Große Kunstschau Worpswede: andernorts
- Torch-Gallery, Amsterdam: The Amsterdam Project Room
- Suermondt Ludwig Museum, Aachen: Entropie zu Hause – Slg. Schürmann
- AHAWA, Berlin: Davka – Jüdisches Leben in Berlin / Traditionen und Visionen

1999
- Artists Space, New York: Shy
- Galerie Dörrie * Priess, Hamburg: Männerkunst

2000
- Manzini-Mitte, Berlin-Galerie Dörrie * Priess, Hamburg: Essensbilder
- Kunstverein München-Staatliche Kunsthalle Baden-Baden: Die verletzte Diva

2001
- LCCA-Latvian Centre for Contemporary Art, Riga: Contemporary Utopia
- Museum für Angewandte Kunst, Köln: Untragbar-Mode als Skulptur
- Galerie der Künstler, München: Mit vollem Munde spricht man nicht

2002
- Laura Mars Grp., Berlin: Laura Mars Group Show 2002
- Stadtgalerie Kiel: Mit vollem Munde spricht man nicht
- Galerie Dörrie * Priess, Hamburg: Engel & Teufel

2003
- Nordische Botschaften, Berlin: In residence
- Museum Bochum: Das Recht des Bildes – Jüdische Perspektiven in der Modernen Kunst
- Luitpold Lounge, München: Glück

2004
- 3. berlin biennale für zeitgenössische Kunst; Berlin: Die Weberei der Düfte, Teil II
- ACC Galerie, Weimar: Annäherungen an das Glück
- Kunstbank, Berlin: Piotr Nathan / Rolf Wicker (Stipendiaten 2003)
- Schwules Museum, Berlin: Zeichnungen
- Galerie Sabine Schmidt, Köln: 44 in 10-Ausstellungen 1994–2004

2005
- Galerie Dörrie * Priess, Berlin: Seestücke

2006
- Akademie der Künste, Berlin: Kunstwettbewerb Denkmal für die im Nationalsozialismus verfolgten Homosexuellen (Ausstellung der Wettbewerbsarbeiten)
- Museum Ludwig, Köln: Das achte Feld – The Eighth Square
- Museum Morsbroich, Leverkusen: Personal Affairs

2007
- Wilhelm Lehmbruck-Museum, Duisburg: Auswahl 6-Leerräume des Erzählens (Kunstsammlung Provinzial)
- Maschinenhaus der Muthesius Kunsthochschule, Kiel: Ohnmacht
- Galerie Brutto Gusto_fine arts, Berlin: Wunderkammer–Das romantische Dezember Abenteuer

2008
- Galerie Brutto Gusto_fine arts, Berlin: Sag mir, wo die Blumen sind… Zu Ostern und Sag mir, wo die Blumen sind…Teil 3
- Cobra Museum of Modern Art, Amstelveen (NL): Gewoon anders! – Just different!
- KunstCentret Silkeborg Bad, Silkeborg (DK): Call it what you like! Collection Rik Reinking
- Galerie September, Berlin: Metal Postcard Mittageisen

2009
- Temporäre Kunsthalle, Berlin: Zeigen. Eine Audiotour durch Berlin von Karin Sander

2010
- Muzeum Narodowego, Berlin: ARS Homo Erotica

## Auszeichnungen
- 1987 Hamburg Stipendium
- 1989 P.S. 1-Stipendium in New York
- 1991 Arbeitsstipendium des Senats von Berlin
- 1992 Stipendium der Whitechapel Art Gallery, London
- 1993 Arbeitsstipendium der Stiftung Kunstfonds, Bonn
- 1995 Arbeitsaufenthalt in der MacDowell Colony, Peterborough, New Hampshire (USA)
- 1996 Arbeitsstipendium Barkenhoff-Stiftung, Worpswede
- 2003 Stipendium Munch-Haus, Warnemünde
- 2004 Förderstipendium der Pollock-Krasner Foundation, New York

## Kunstwerke in öffentlichen Sammlungen
- Sammlung Museum van Hedendaagse Kunst, Gent
- Kunsthalle Nürnberg
- Nationalgalerie im Hamburger Bahnhof – Museum für Gegenwart – Berlin
- Hamburger Kunsthalle, Hamburg
- Ludwig-Maximilians-Universität, München
- Bundessammlung zeitgenössischer Kunst, Bonn
- Staatliche Museen zu Berlin – Kupferstichkabinett
- Sammlung Falckenberg / Phoenix Kulturstiftung. Hamburg-Harburg

## Veröffentlichungen
- Katalog Piotr Nathan | Zeichnung und Raum | Drawing and Space | 1981–2015 (abrufbar auf der Website des Künstlers; PDF, 17,6 MB)